# Vostok (cratera)
Vostok é uma cratera em Marte visitada pela sonda Opportunity no sol 399 (8 de março de 2005). Vostok se localiza a aproximadamente 1200 metros a sul da cratera Endurance no Meridiani Planum. A cratera parece ter sido coberta por areia pelos ventos no planeta vermelho, mas muitos afloramentos rochosos ainda são visíveis da superfície.
Outras crateras visitadas no percurso incluem Argo, Jason, e Alvin pouco a sul do Heat Shield, e ainda Naturaliste, Géographe, e Investigator.
Na cratera Vostok a Opportunity investigou uma rocha apelidada "Gagarin", em homenagem ao cosmonauta Yuri Gagarin. Ela também fotografou uma amostra de solo denominada "Laika". A sonda deixou a cratera no sol 404, e seguiu para o sul rumo à cratera Erebus - uma cratera erodida maior que a Endurance, um "terreno enrugado" e uma cratera ainda maior, a cratera Victoria medindo 750 m de largura.

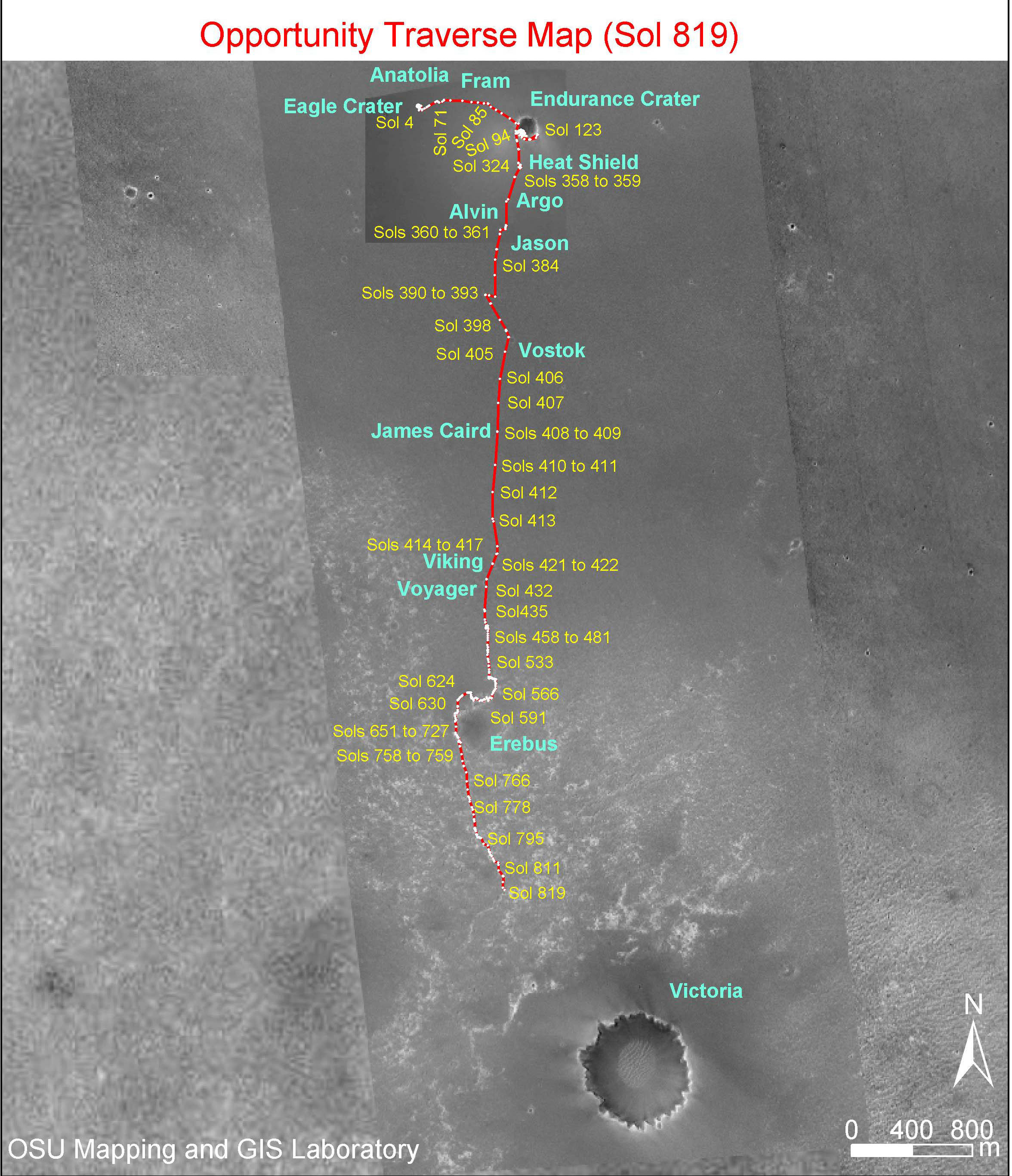
A localização da cratera Vostok vista num mapa transversal.

O instrumento Mini-TES não se encontrava em bom funcionamento próximo à cratera Vostok, mas no entanto, o problema logo desapareceu.

### Outras crateras visitadas pela Opportunity
- Eagle
- Fram
- Beagle
- Emma Dean